# Anabelle Stehl

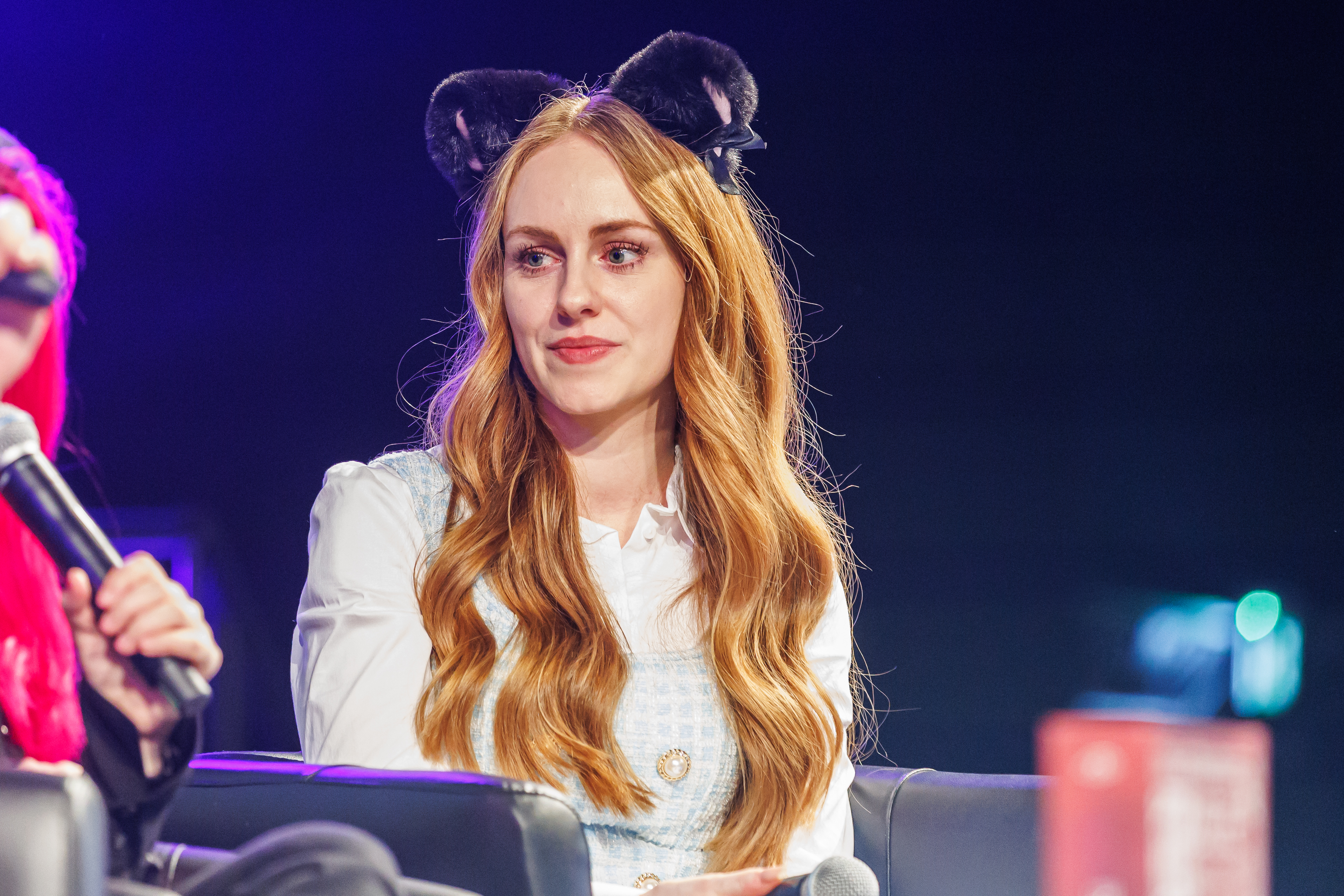
Anabelle Stehl 2024

Anabelle Stehl (* 1993 in Bad Kreuznach) ist eine deutsche Autorin, Bloggerin und Streamerin. Ihre Romane lassen sich den Kategorien Romantik und New Adult (Liebesromane für Jugendliche und junge Erwachsene) zuordnen. Ihr Debütroman „Breakaway“ erschien 2020 bei LYX. Seit 2020 streamt sie auf Twitch.

## Werdegang
Anabelle Stehl studierte Germanistik und Anglistik in Leipzig. Daran anschließend zog sie in den Süden Irlands und schloss nach zwei Jahren ein Linguistikstudium ab. Im Anschluss zog sie zurück nach Deutschland.
Im Jahr 2015 startete sie ihren Blog „Stehlblüten“, auf dem sie über Bücher bloggt. Zusätzlich dazu führt sie einen Instagram-, einen YouTube- und einen TikTok-Account.
Seit 2018 arbeitete sie im Verlagswesen, bei der Leipziger Buchmesse, im Social-Media- und Online-Marketing und als selbstständige Korrektorin und Lektorin. Außerdem moderierte sie verschiedene Veranstaltungen rund um Bücher, wie z. B. Lesungen. Bei den Tolino StoryDays, einer mehrtägigen Veranstaltung zum Thema „Lesen“ und „eReader“ übernahm sie 2021 und 2022 die Moderation. Gemeinsam mit Nicole Böhm hat sie den Podcast „Schreib einfach“ ins Leben gerufen, in dem die beiden Autorinnen über ihre Schreibprozesse sprechen. Seit Dezember 2023 betreibt sie zusammen mit Marie Graßhoff den Podcast „Interessiert mich (nicht)“.

## Werke

### AWAY-Reihe
- Breakaway. Bastei Lübbe Verlag, 2020 Köln, ISBN 978-3-7363-1451-1
- Fadeaway. Bastei Lübbe Verlag, 2021 Köln, ISBN 978-3-7363-1479-5
- Runaway. Bastei Lübbe Verlag, 2021 Köln, ISBN 978-3-7363-1493-1

### Worlds-Reihe
- Worlds Collide. Bastei Lübbe Verlag, 2022 Köln, ISBN 978-3-7363-1663-8
- Worlds Apart. Bastei Lübbe Verlag, 2022 Köln, ISBN 978-3-7363-1686-7
- Worlds Beyond. Bastei Lübbe Verlag, 2022 Köln, ISBN 978-3-7363-1687-4

### Let’s be (mitNicole Böhm)
- Let’s be Wild. Mira Taschenbuch, 2023 Hamburg, ISBN 978-3-7457-0345-0
- Let’s be Bold. Mira Taschenbuch, 2023 Hamburg, ISBN 978-3-7457-0369-6
- Let’s be Free. Mira Taschenbuch, 2024 Hamburg, ISBN 978-3-7457-0430-3

### Irland-Reihe
- Songs of Emerald Hills. Bastei Lübbe Verlag, 2023 Köln, ISBN 978-3-7363-2070-3
- Dreams of Sapphire Seas. Bastei Lübbe Verlag, 2024 Köln, ISBN 978-3-7363-2071-0

### Novel Haven
- Novel Haven - Levels of Love. LYX Verlag, 2025 Köln, ISBN 978-3-7363-2361-2

### Sachbuch
- Trusting Yourself – Steh zu dir und für dich ein. LYX Verlag, 2024 Köln, ISBN 978-3-7363-2219-6